# Палапье (аэропорт)
Аэропорт Палапье (ИКАО: FBPY) — коммерческий аэропорт, расположенный вблизи Палапье (Ботсвана).